# Asyngenes affinis
Asyngenes affinis är en skalbaggsart som beskrevs av Stefan von Breuning 1942. Asyngenes affinis ingår i släktet Asyngenes och familjen långhorningar. Inga underarter finns listade.